# 23 صفر
- السبت
- الأحد
- الاثنين
- الثلاثاء
- الأربعاء
- الخميس
- الجمعة

- 283 أغسطس 2024
- 294 أغسطس 2024
- 15 أغسطس 2024
- 26 أغسطس 2024
- 37 أغسطس 2024
- 48 أغسطس 2024
- 59 أغسطس 2024
- 610 أغسطس 2024
- 711 أغسطس 2024
- 812 أغسطس 2024
- 913 أغسطس 2024
- 1014 أغسطس 2024
- 1115 أغسطس 2024
- 1216 أغسطس 2024
- 1317 أغسطس 2024
- 1418 أغسطس 2024
- 1519 أغسطس 2024
- 1620 أغسطس 2024
- 1721 أغسطس 2024
- 1822 أغسطس 2024
- 1923 أغسطس 2024
- 2024 أغسطس 2024
- 2125 أغسطس 2024
- 2226 أغسطس 2024
- 2327 أغسطس 2024
- 2428 أغسطس 2024
- 2529 أغسطس 2024
- 2630 أغسطس 2024
- 2731 أغسطس 2024
- 281 سبتمبر 2024
- 292 سبتمبر 2024
- 303 سبتمبر 2024
- 14 سبتمبر 2024
- 25 سبتمبر 2024
- 36 سبتمبر 2024

23 صَفَر أو 23 صَفَر الخير أو 23 صَفَر المُظفَّر أو يوم 23 \ 2 (اليوم الثالث والعشرين من الشهر الثاني) هو اليوم الثالث والخمسين من أيَّام السنة وفق التقويم الهجري القمري (العربي). يبقى بعده 301 أو 302 أيَّام لانتهاء السنة.

## أحداث
- 679هـ - وقوع معركة موكلين بين جيشي مملكة غرناطة وتاج قشتالة، وانتصار مملكة غرناطة.
- 848هـ - الدولة العثمانية تعقد معاهدة سكدين مع مملكة المجر، لوقف الحرب بين الجانبين، حيث كانت المجر تهدف إلى إخراج المسلمين من البلقان ومن أوروبا بصفة عامة.
- 1045هـ - السلطان العثماني مراد الرابع يستولي على مدينة روان الإيرانية، التي استسلمت بعد 11 يومًا من الحصار.
- 1253هـ - الأمير عبد القادر الجزائري يوقع معاهدة تافنة مع الفرنسيين بعد مجموعة من الانتصارات عليهم، ويعود بعدها لإصلاح حال بلاده وترميم ما أحدثته المعارك بالحصون والقلاع وتنظيم شؤون البلاد. لكن الفرنسيين نقضوا هذه المعاهدة بعد حوالي سنتين.
- 1345هـ - توقيع معاهدة بين إيطاليا واليمن بمقتضاها تم لإيطاليا حق السيطرة على الساحل الشرقي للبحر الأحمر.
- 1352هـ - عقد أول مؤتمر دوري لجماعة الإخوان المسلمون التي أسسها الإمام حسن البنا.
- 1394هـ - منظمة الأقطار العربية المصدرة للبترول ترفع حظر تصدير النفط عن الولايات المتحدة -الذي تم فرضه أثناء حرب السادس من أكتوبر (العاشر من رمضان) بين إسرائيل وكل من مصر وسوريا.
- 1398هـ - جبهة الصمود والتصدي التي تشكلت من سوريا والعراق والجزائر وليبيا ومنظمة التحرير الفلسطينية تعقد مؤتمرها الثاني في الجزائر. وكان الهدف من تأسيس الجبهة هو الوقوف ضد الخطوة المصرية المتمثلة في زيارة الرئيس السادات لإسرائيل تمهيدا لعقد معاهدة السلام المصرية الإسرائيلية.
- 1399هـ - تفجير سيارة مفخخه في بيروت يؤدي إلى اغتيال القائد الفلسطيني علي حسن سلامة وذلك بعد خروجه من منزل زوجته ملكة جمال الكون جورجينا رزق.
- 1403هـ - انفجار في مكتب تابع لشركة الخطوط الجوية الكويتية في أثينا يؤدي إلى وقوع خسائر مادية.
- 1430هـ - السلطات المصرية تفرج عن السياسي المعارض أيمن نور وذلك لظروفه الصحية.
- 1432هـ - ذكرى جمعة الغضب في مصر ، حيث شهد هذا اليوم مظاهرات حاشدة في محافظات مصر بعد صلاة الجمعة وذلك في اليوم الرابع من بدأ التظاهرات للمطالبة برحيل الرئيس محمد حسني مبارك، واندلاع حرائق بالعديد من أقسام الشرطة ومقار الحزب الوطني الديمقراطي الحاكم وما تبعه من انسحاب قوات الشرطة من الشوارع وخروج آلاف السجناء من السجون ونزول الجيش، وأدى ذلك إلى قيام الرئيس محمد حسني مبارك بفرض حظر التجول بكل أنحاء البلاد والطلب من حكومة أحمد نظيف بتقديم استقالتها.
- 1439هـ - زلزال قوي يضرب المناطق الحدودية بين إيران والعراق بقوة 7.3 على مقياس ريختر مركزه مدينة كرمنشاه الإيرانية وتأثيره يصل إلى الدول المجاورة.
- 1440هـ - مقتل 9 أقباط في هجوم مسلح بمحافظة المنيا في مصر، وتبنى تنظيم داعش في ولاية سيناء الهجوم.
- 1445هـ - زلزال بقوة 6.8 درجة على مقياس ريختر يضرب إقليم الحوز بالمغرب، ما أدى لوفاة أكثر من 2900 شخص.

## مواليد
- 370هـ - ابن سينا، طبيب وفلكي وفيلسوف مسلم.
- 1366هـ - صبري عبد المنعم، ممثل مصري.
- 1381هـ -
  - علي جابر، إعلامي لبناني.
  - هلا عون، ممثلة لبنانية.
- 1385هـ -محمد المختار المهدي.
- 1406هـ - علا الفارس، إعلامية أردنية.

## وفيات
- 509هـ - أبو الفرج الأرمنازي، عالم مسلم ومؤرخ شامي.
- 557هـ - بالدوين الثالث، ملك مملكة بيت المقدس.
- 1374هـ - حسن السبتي، شاعر وخطيب عراقي.
- 1355هـ - إدموند ألنبي، أحد قادة الجيش البريطاني في الحرب العالمية الأولى.
- 1396هـ - علي الهاشمي، شاعر وكاتب وخطيب العراقي.
- 1399هـ - علي حسن سلامة، ضابط مخابرات فلسطيني.
- 1419هـ - علي بن أسد الغروي التبريزي، مرجع شيعي اثني عشري إيراني.
- 1423هـ - زهيرة عابدين، أول طبيبة يسمح بتعيينها في هيئة التدريس بالجامعات المصرية، وأول طبيبة عربية تحصل على الزمالة الطبية بإنجلترا.
- 1430هـ - الطيب صالح، روائي سوداني.
- 1431هـ - فيصل علوي، مطرب يمني.
- 1431هـ - أورخان محمد علي، مؤلف وأديب عراقي.
- 1433هـ -
  - محمد رويشة، موسيقي مغربي.
  - أحمد حميده، كاتب مصري.
- 1436هـ - سالم عبود الآلوسي، مؤرخ وآثاري عراقي.

## وصلات خارجية
- موقع قصة الإسلام: حدث في شهر صفر.